# 阿爾巴特羅斯 (密蘇里州)
阿爾巴特羅斯（英語：Buck Prairie Township）是位於美國密蘇里州勞倫斯縣的非建制地區。

## 地理
阿爾巴特羅斯所處的海拔為高於海平面377米（即1237英呎），而該地所採用的時區為UTC-6，即北美中部時區（CST）。同時該地設有夏令時間，為UTC-6調快一小時，即UTC-5（CDT）。